# Corinth (Texas)
Corinth és una població dels Estats Units a l'estat de Texas. Segons el cens del 2000 tenia 11.325 habitants.

## Demografia
Segons el cens del 2000, Corinth tenia 11.325 habitants, 3.879 habitatges, i 3.359 famílies. La densitat de població era de 556,3 habitants/km².
Dels 3.879 habitatges en un 47% hi vivien nens de menys de 18 anys, en un 79,2% hi vivien parelles casades, en un 4,7% dones solteres, i en un 13,4% no eren unitats familiars. En el 9% dels habitatges hi vivien persones soles l'1,2% de les quals corresponia a persones de 65 anys o més que vivien soles. El nombre mitjà de persones vivint en cada habitatge era de 2,92 i el nombre mitjà de persones que vivien en cada família era de 3,12.
Per edats la població es repartia de la següent manera: un 30,5% tenia menys de 18 anys, un 4,7% entre 18 i 24, un 42,9% entre 25 i 44, un 18,6% de 45 a 60 i un 3,3% 65 anys o més.
L'edat mediana era de 32 anys. Per cada 100 dones de 18 o més anys hi havia 99,7 homes.
La renda mediana per habitatge era de 78.345 $ i la renda mediana per família de 80.792 $. Els homes tenien una renda mediana de 52.362 $ mentre que les dones 35.089 $. La renda per capita de la població era de 30.492 $. Aproximadament l'1% de les famílies i l'1,6% de la població estaven per davall del llindar de pobresa.

## Poblacions més properes
El següent diagrama mostra les poblacions més properes.